# Louang Namtha
Louang Namtha är en provinshuvudstad i Laos.   Den ligger i provinsen Luang Namtha, i den nordvästra delen av landet, 400 km norr om huvudstaden Vientiane. Louang Namtha ligger 551 meter över havet och antalet invånare är 3 225.
Terrängen runt Louang Namtha är huvudsakligen kuperad, men den allra närmaste omgivningen är platt. Louang Namtha ligger nere i en dal. Runt Louang Namtha är det glesbefolkat, med 14 invånare per kvadratkilometer. Det finns inga andra samhällen i närheten. I omgivningarna runt Louang Namtha växer i huvudsak städsegrön lövskog.